# فيليب إدوارد فيشر
فيليب إدوارد فيشر (بالإنجليزية: Philip Edward Fisher)‏ هو عازف بيانو أمريكي، ولد في 1979 في برمنغهام في المملكة المتحدة.

## وصلات خارجية
- الموقع الرسمي
- فيليب إدوارد فيشر على موقع ميوزك برينز (الإنجليزية)
- فيليب إدوارد فيشر على موقع أول ميوزيك (الإنجليزية)